# Sal Da Vinci
Sal Da Vinci, pseudonimo di Salvatore Michael Sorrentino (New York, 7 aprile 1969), è un cantante e attore italiano.

## Biografia
Nasce a New York in quanto il padre Mario Da Vinci, cantante e attore napoletano era impegnato in una tournée negli Stati Uniti d'America dove fu poi raggiunto da sua moglie Nina.
Si è esibito per la prima volta davanti al pubblico pagante quando aveva appena sei anni. Nel 1976 debutta nel mondo della musica incidendo, in duetto proprio con il padre, la canzone Miracolo 'e Natale di Alberto Sciotti e Tony Iglio, da cui è stata tratta una sceneggiata omonima. Nel 1977 insieme al padre Mario, debutta in teatro con le sceneggiate Caro papà e Senza mamma e senza padre.
Nel 1978 ha debuttato nel mondo cinematografico, insieme al padre Mario, nella pellicola di Carlo Caiano, Figlio mio sono innocente!; l'anno successivo gira un secondo film, Napoli storia d'amore e di vendetta di Mario Bianchi. Nel 1979 ha interpretato da protagonista, insieme al padre Mario, la sceneggiata 'O cunvento. Nel 1980 ha preso parte al film Montevergine.
Nel 1981 Sal debutta in teatro con il padre in 'A mamma. Nel 1982 registra il primo album O guappo nnammurato per l'etichetta La Canzonetta Record, dove oltre a canzoni appartenenti al repertorio classico napoletano, incide gli inediti Lettera a Napoli e Meglio ca 'o ssaje di Alberto Sciotti e Tony Iglio. Nel 1984 è protagonista del film musicale Il motorino di Ninì Grassia, con il padre Mario Da Vinci. Nello stesso anno è in teatro con il padre in Tanti auguri e in 'A bambulella.
Nel 1986 ha partecipato al fianco di Carlo Verdone e Alberto Sordi al film Troppo forte, nel ruolo dello "scugnizzo" Capua. Con gli anni, ha tralasciato la recitazione per dedicarsi maggiormente alla musica: la prima esperienza in tal senso è l'incisione di due brani, Guaglione (scritta da Lanzetta e Senese) e Mannaggia e viva 'o re (scritta interamente da Senese), pubblicato da La Canzonetta Record. Nel 1992 prende parte al concorso canoro Una voce per Sanremo all'interno del contenitore domenicale Domenica in, con Toto Cutugno e Alba Parietti. Nel 1994 ha partecipato alla seconda ed ultima edizione del Festival italiano di musica (organizzato da Canale 5 e presentato da Mike Bongiorno con Antonella Elia per creare un'alternativa al Festival di Sanremo) classificandosi al primo posto con la canzone Vera, il brano trainante del suo primo album pubblicato dalla Ricordi, Sal Da Vinci.
Nel 1995 ha cantato in presenza di papa Giovanni Paolo II nella conca di Loreto, la canzone in latino Salve Regina di Francesco Palmieri, davanti a oltre 450 000 giovani presenti. Nello stesso anno ha pubblicato il singolo Fai come vuoi. Nel 1996 il singolo Dimmi come fai ha anticipato l'uscita dell'album Un po' di noi. Nel frattempo Vera ha raccolto un enorme successo in Sud America con il titolo Vida mi Vida, cantata dall'artista spagnolo Marcos Llunas, e vende oltre 4 milioni di copie in tutto il mondo. Nel 1998 è passato alla EMI e ha inciso l'album Solo. Nel 1999 incontra Roberto De Simone, che gli affida la parte da protagonista dell'Opera buffa del Giovedì Santo, segnando il ritorno in scena della rappresentazione, vent'anni dopo il debutto con Peppe e Concetta Barra come protagonisti. La prima dello spettacolo si tenne il 12 gennaio 2000 al Teatro Metastasio di Prato, seguita da una tournée nei teatri italiani durata due anni.
Il 29 settembre dello stesso anno la MBO ha pubblicato un CD singolo, Vurria saglire in cielo, tratto da un tema melodico di Roberto De Simone in napoletano arcaico del Settecento, un gospel partenopeo con musica di Sal Da Vinci e Gianni Guarracino e un testo in italiano di Maurizio Morante.
Nel 2002 è uscito il singolo Oh Marì, con testo e musica di Roberto De Simone, testi rap di Joel e Sha-one, e arrangiamenti di Raffaele Minale. Da marzo 2002 a febbraio 2007 torna a recitare nel musical C'era una volta... Scugnizzi, scritto da Claudio Mattone ed Enrico Vaime. Il musical ha ricevuto importanti premi, tra i quali l'Oscar del Teatro 2003, riconoscimento attribuito dall'ETI (Ente Teatrale Italiano), quale miglior musical dell'anno. Nel 2004 partecipa, insieme a Lucio Dalla, Gigi D'Alessio e Gigi Finizio, alla realizzazione di una canzone intitolata Napule, inserita poi nell'album Quanti amori di Gigi D'Alessio.
Per le stagioni teatrali 2005-2006 e 2006-2007 prende parte al progetto musicale teatrale Anime napoletane, ideato e prodotto da Claudio e Tullio Mattone per la "Napoliteatro"; nello spettacolo canta brani napoletani rivisitati in chiave moderna, alternandosi ad interventi recitati di Pietro Pignatelli. Contemporaneamente allo spettacolo esce anche l'omonimo album, che contiene 14 classici napoletani antichi e moderni. Nel 2005 scrive con Gigi Finizio e Marco Fasano i due brani Per averti e A modo mio, contenuti nell'album Per averti.
Nel 2008 esce il singolo Nnammuratè, scritto con Vincenzo D'Agostino e facente parte dell'album Canto per amore. L'album è abbinato allo spettacolo teatrale in scena dal 6 novembre 2008 al 15 marzo 2009, per la regia di Gino Landi curatore anche delle coreografie. Nello stesso anno partecipa al varietà del sabato sera Volami nel cuore, condotto da Pupo ed Ernesto Schinella, come cantante fisso. 
Nel febbraio 2009 ha partecipato al 59º Festival di Sanremo con il brano Non riesco a farti innamorare, scritto con Vincenzo D'Agostino e Gigi D'Alessio e classificatosi al terzo posto al termine della manifestazione.
L'album si è classificato al diciannovesimo posto della classifica FIMI ed è stato promosso dall'omonimo tour estivo che da aprile si prolunga fino ad ottobre e lo vede esibirsi il 5 giugno all'Arena Flegrea. Il 19 marzo 2010 esce il suo disco Il mercante di stelle: l'album è formato dagli inediti Il mercante di stelle (scritto con Depsa), Orologio senza tempo (scritto con Vincenzo D'Agostino) e Famme vedé (scritto interamente da lui), brani arrangiati da Adriano Pennino e da sette classici della canzone italiana e internazionale, quest'ultimi arrangiati da Maurizio Bosnia. L'album ha raggiunto il ventesimo posto nella classifica FIMI e viene utilizzato per trainare lo spettacolo teatrale Io + Voi = Noi, replicato fino ai primi mesi del 2012.
Sempre nel maggio del 2011 ha partecipato come protagonista all'interno dello spettacolo musicale in due atti Napoli: chi resta e chi parte di Giuseppe Patroni Griffi, tratto da Caffè di notte e giorno e Scalo marittimo di Raffaele Viviani, con la regia di Armando Pugliese e gli arrangiamenti di Adriano Pennino.
Il 2012 ha segnato il ritorno sulle scene musicali dell'artista. Difatti dal 23 marzo è in rotazione radiofonica il singolo Fin dove c'è vita, che anticipa l'uscita del nuovo album d'inediti È così che gira il mondo, che ha esordito al dodicesimo posto nella classifica FIMI.
Nel dicembre 2014 ha tebuttato al Teatro Augusteo di Napoli con Stelle a metà, musical le cui canzoni sono scritte da Sal in collaborazione con Alessandro Siani. Nel 2015 ha collaborato ancora con Siani per le musiche del film Si accettano miracoli, per la regia dello stesso Siani. Il 19 agosto dello stesso anno si è esibito in concerto a Sapri, alla settima edizione di Sapri anni 60.
Nell'estate 2024 ha pubblicato il nuovo singolo Rossetto e caffè, scritto con Luca Barbato e Vincenzo D'Agostino e certificato doppio disco di platino. A dicembre è seguita la pubblicazione del singolo Non è vero che sto bene.
Il 14 febbraio 2025 ha partecipato al 75º Festival di Sanremo in qualità di ospite della quarta serata dedicata alle cover, durante la quale ha cantato il suo singolo Rossetto e caffè insieme al gruppo in gara The Kolors, e classificandosi al decimo posto. Il 16 maggio è uscito il singolo L'amore e tu. L'11 agosto viene annunciata la sua entrata in Warner Music Italy.

## Vita Privata
Nel 1993 ha avuto un figlio, Francesco, al quale ha trasmesso la passione per la musica intraprendendo come il padre la carriera musicale ma anche per il calcio, Francesco è anch'esso un grandissimo tifoso del Napoli, il padre presenzia molto spesso allo stadio con la famiglia, e dall'agosto 2025 è il direttore sportivo della neonata Zeta Napoli, squadra di terza categoria campana dove nella rosa figurano anche gli ex Serie A Emanuele Calaiò e Giuseppe Vives, che è anche il capitano della squadra.

## Discografia
- 1976 – Miracolo 'e Natale (Bella Record, BRLP 10035; inciso con Mario Da Vinci)
- 1977 – Mario & Sal Da Vinci Vol. 1º (Bella Record, BRLP 10036; inciso con Mario Da Vinci)
- 1977 – Mario & Sal Da Vinci Vol. 2º (Bella Record, BRLP 10038; inciso con Mario Da Vinci)
- 1977 – 'O scugnizzo e 'o signore (Bella Record, BRLP 10038; inciso con Mario Da Vinci)
- 1978 – 'O giurnalaio/'A cummunione 'e Salvatore[N 1] (Bella Record, BRLP 10039; inciso con Mario Da Vinci)
- 1978 – Figlio mio sono innocente (colonna sonora) (MDV Record, MD 9001; inciso con Mario Da Vinci)
- 1979 – Vasame ancora (Dominant Record, LPD 33002; inciso con Mario Da Vinci)
- 1979 – Napoli storia d'amore e di vendetta (colonna sonora) (Dominant Record, LPD 33006; inciso con Mario Da Vinci)
- 1980 – Muntevergine (Mamma Schiavona) (con Mario Da Vinci)
- 1980 – 'A giostra
- 1981 – 'O guappo nnammurato (La Canzonetta, FDM 507)
- 1981 – 'O motorino (La Canzonetta, FDM 510; inciso con Mario Da Vinci)
- 1982 – Annabella (La Canzonetta, FDM 519; inciso con Mario Da Vinci)
- 1983 – Footing (La Canzonetta, FDM 522; inciso con Mario Da Vinci)
- 1994 – Sal Da Vinci
- 1996 – Un po' di noi
- 1998 – Solo
- 2005 – C'era una volta... Scugnizzi (con Gianni Lanni, Massimiliano Gallo, Stefania De Francesco e artisti vari)
- 2005 – Anime Napoletane
- 2008 – Canto per amore
- 2009 – Non riesco a farti innamorare
- 2010 – Il mercante di stelle
- 2011 – Napoli chi resta e chi parte (con Lalla Esposito, Fiorenza Calogero e artisti vari)
- 2012 – È così che gira il mondo (Sony Music)
- 2013 – Carosone, l'americano di Napoli (con Forlenzo Massarone, Pietro Botte, Giovanni Imparato e Gransta MSV)
- 2014 – Se amore è
- 2014 – Stelle a metà (con Stefania De Francesco, Andrea Sannino, Pasquale Palma e artisti vari)
- 2016 – Non si fanno prigionieri
- 2018 – Sinfonie in Sal maggiore live
- 2021 – Siamo gocce di mare

## Teatro
- Miracolo 'e Natale (1976)
- Caro papà (1977)
- Senza mamma e senza pate (1977)
- Sacrificio 'e mamma (1977)
- 'O giornalaio (1978)
- 'A communione 'e Salvatore (1978)
- 'O scugnizzo e 'o signore (1978)
- 'O cunvento (1979)
- 'O clandestino (1979)
- Montevergine (1980)
- 'O trovatello (1980)
- 'A mamma (1981)
- 'O motorino (1981)
- Voce amica (1982)
- 'A bambulella (1983)
- Tanti auguri (1983)
- Eternamente (1984)
- L'Opera buffa del Giovedì Santo, con Virgilio Villani, Angelo Smimmo, Patrizia Spinosi, Fiorenza Calogero e altri (2000-2002)
- C'era una volta...Scugnizzi, con Gianni Lanni, Stefania De Francesco, Pietro Pignatelli, Massimiliano Gallo, Serena Rossi e altri (2002-2007)
- Anime napoletane, con Pietro Pignatelli (2005-2007)
- Canto per amore, con Mario Da Vinci (2008-2009)
- Io + Voi = Noi / Il mercante di stelle (2010-2012)
- Napoli, chi resta e chi parte, con Lalla Esposito, Fiorenza Calogero, Lello Radice, Gigio Morra e altri (2011)
- È così che giro il mondo/È così che giro il mondo...in teatro, con Lello Radice; ospiti in alcune date: Maurizio Solieri, Ornella Vanoni, Sergej Ćetković e attori di Made in Sud (2012-2013)
- Carosone. L'americano di Napoli, con Lello Radice, Gianni Imparato, Claudio Letizia e altri (2013-2014)
- Se amore è.../Se amore è revolution, con Lello Radice e Francesco Da Vinci; ospiti in alcune date: Clementino e Gaetano Curreri (2014-2015)
- Stelle a metà, con Stefania De Francesco, Pasquale Palma, Gianni Parisi, Andrea Sannino, Francesco Da Vinci e altri (2014-2016)
- Italiano di Napoli, con Lello Radice, Davide Marotta e Lorena Cacciatore (2016-2018)
- Sinfonie in Sal Maggiore, con Gianni Parisi, Ciro Villano, Floriana De Martino e Francesco Da Vinci (2018-2019)
- La fabbrica dei sogni, con Fatima Trotta, Ciro Villano, Ettore Massa, Enzo Fischetti, Federica Celio, Federica Cenciotti, Francesco Da Vinci (2019-2022)
- Sal Da Vinci Stories di Luca Miniero e Sal Da Vinci, regia Luca Miniero, con Ernesto Lama e musica dal vivo, produzione di Artisti Riuniti (2024-2025)

## Filmografia

### Attore
- Figlio mio sono innocente!, regia di Carlo Caiano (1978)
- Napoli storia d'amore e di vendetta, regia di Mario Bianchi (1979)
- Il motorino, regia di Ninì Grassia (1984)
- Troppo forte, regia di Carlo Verdone (1986)
- Vita, cuore, battito, regia di Sergio Colabona (2016)

### Colonna sonora
- Ti lascio perché ti amo troppo, regia di Francesco Ranieri Martinotti (2006) – brano Accuminciammo a respirà e colonna sonora
- Si accettano miracoli, regia di Alessandro Siani (2015) – brano Tu stella mia
- Con il bene di sempre, regia di Fabio Massa (2015) – colonna sonora

## Programmi televisivi
- Domenica in (Rai 1, 1992, 2018)[N 2]
- Festival Italiano (Canale 5, 1994) - concorrente, vincitore
- Volami nel cuore (Rai 1, 2008)
- IBand (La5,  2018)
- Made in Sud (Rai 2, 2020)
- Koprifuoco 2.1 (Canale 21, 2021)
- Star in the Star (Canale 5, 2021) - concorrente
- Pazzi di pizza (Food Network, dal 2022) - conduttore
- Ciao Darwin (Canale 5, 2023) - concorrente
- Festival di Sanremo (Rai 1, 2025)[N 3]

## Partecipazioni a manifestazioni canore
- Festival di Sanremo (Rai 1)
  - 2009 – 3º posto sezione "Artisti" con Non riesco a farti innamorare

## Riconoscimenti
- Festival italiano
  - 1994 – Vincitore con il brano Vera
- Premio Armando Gill
  - 2008 – Vincitore della categoria "Cantautori"